# Bahnhof Wilster
Der Bahnhof Wilster ist der Bahnhof der Stadt Wilster in Schleswig-Holstein. Der Keilbahnhof liegt an der Marschbahn, die von Elmshorn nach Westerland (Sylt) führt, und ist Beginn der Nebenbahn nach Brunsbüttel. Er hat zwei Bahnsteiggleise.

## Lage
Der Bahnhof Wilster liegt nordöstlich der Stadtmitte. Das sich inzwischen in Privatbesitz befindliche Empfangsgebäude liegt zwischen den Gleisen der Marschbahn und der Anschlussbahn nach Brunsbüttel und befindet sich an der Bahnhofstraße. Vor dem Gebäude sind mehrere Parkplätze vorhanden. Westlich des Bahnhofs liegt ein Wohngebiet, östlich ein Industriegebiet. Am Westende der Bahnsteige an der Marschbahn in Richtung Husum überquert die Straße Hinterm Bahnhof mit einem Bahnübergang die Gleise. Um den Bahnsteig an Gleis 2 zu erreichen, muss man diesen überqueren.
Der Bahnhof Wilster liegt an der Marschbahn (VzG 1210), welche von Elmshorn nach Westerland führt. Sie ist eine größtenteils zweigleisige und nicht elektrifizierte Hauptbahn, die im Fern- und Nahverkehr bedient wird. Sie wird als KBS 130 im Kursbuch der Deutschen Bahn geführt. In Wilster begann die eingleisige und nicht elektrifizierte Nebenbahn nach Brunsbüttel (VzG 1214). Heute wird diese nur noch von Güterzügen bedient und ist als Anschlussbahn erhalten.

## Geschichte
Die Glückstadt-Elmshorner Eisenbahn-Gesellschaft nahm den Bahnhof Wilster am 1. November 1878 als Durchgangsbahnhof an der Marschbahn in Betrieb. Das Empfangsgebäude wurde damals circa 500 Meter westlich des aktuellen Standortes am nördlichen Ende der Taggstraße errichtet. Am 1. Juni 1920 wurde als Ersatz für die Drehbrücke bei Brunsbüttel die Hochbrücke Hochdonn, die den Nord-Ostsee-Kanal überquert, in Betrieb genommen. Da die Hochbrücke zwölf Kilometer von der alten Brücke entfernt liegt, musste die Marschbahn zwischen Wilster und Sankt Michaelisdonn neu trassiert werden. Die alte Trasse blieb als Stichbahn nach Brunsbüttel erhalten, der Bahnhof wurde so zum Keilbahnhof. Im Zuge dessen wurden die Anlagen für den Personenverkehr in den Keil zwischen den beiden Bahnstrecken verschoben. Sowohl vor der Verzweigung der beiden Strecken als auch auf der Seite der Strecke in Richtung Brunsbüttel waren einige Gleise für den Güterverkehr vorhanden. An diesen befand sich ein Güterschuppen und Laderampen, die unter anderem zum Viehtransport genutzt wurden.
Das 1920 errichtete zweigeschossige Empfangsgebäude wurde zwischen 1959 und 1960 abgerissen und durch ein kleineres eingeschossiges Gebäude ersetzt.
Am 27. Mai 1988 fuhr der letzte Personenzug nach Brunsbüttel, ersatzweise wurde ein Busverbindung eingerichtet. Im selben Jahr wurde das Empfangsgebäude durch zwei Pavillons, die direkt am Hausbahnsteig an der Marschbahn errichtet wurden, ersetzt. Sowohl das alte Gebäude als auch die beiden Pavillons befinden sich inzwischen in Privatbesitz.
1991 wurden die drei mechanischen Stellwerke außer Betrieb genommen. Der Bahnhof wird seitdem vom elektronischen Stellwerk in Itzehoe ferngesteuert.

## Infrastruktur

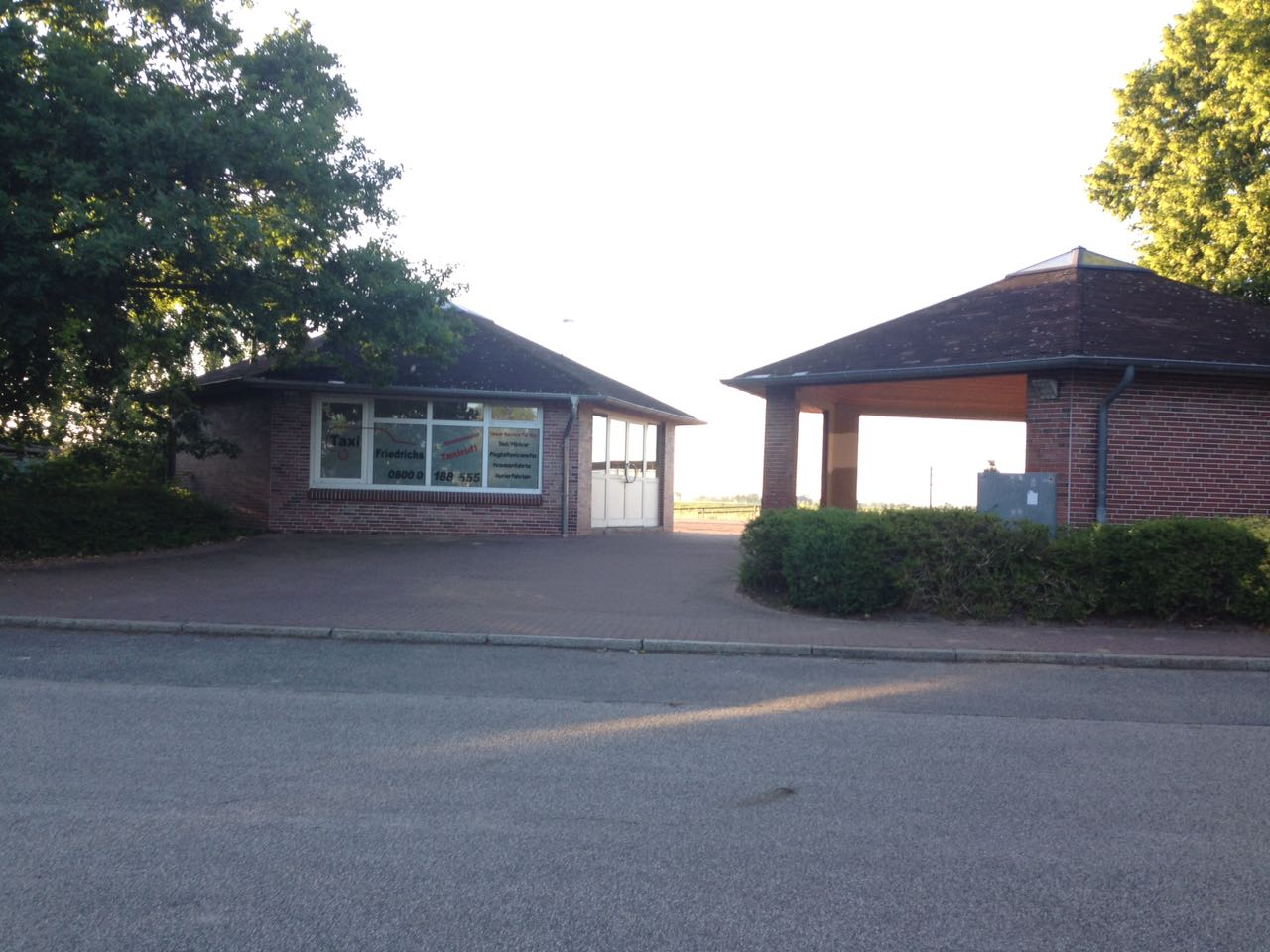
Bahnhof Wilster

Der Bahnhof hat zwei Bahnsteiggleise, die an einem Haus- und einem Außenbahnsteig liegen. Um den Außenbahnsteig an Gleis 2 zu erreichen, muss man am westlichen Ende der Bahnsteige einen Bahnübergang überqueren. Das Gleis 2 wird von den Zügen in Richtung Heide (Holst) genutzt. Auf Gleis 1 fahren die Züge in Richtung Itzehoe.
Der Bahnhof verfügt über einen Fahrkartenautomaten, jedoch nur auf Gleis 1, wo zudem ein kleines Wartehaus mit Toilette ist. Dieses ist aber (Stand August 2017) nicht im Besitz der Bahn und somit nicht im Betrieb. Zudem ist ein Fahrradständer vorhanden.
| Gleis | Nutzbare Länge | Bahnsteighöhe | Aktuelle Nutzung                                                                       |
| ----- | -------------- | ------------- | -------------------------------------------------------------------------------------- |
| 1     | 221 m          | 55 cm         | Regional-Express in Richtung Hamburg-Altona, Regionalbahn in Richtung Itzehoe          |
| 2     | 302 m          | 38 cm         | Regional-Express in Richtung Westerland (Sylt), Regionalbahn in Richtung Heide (Holst) |

## Verkehr

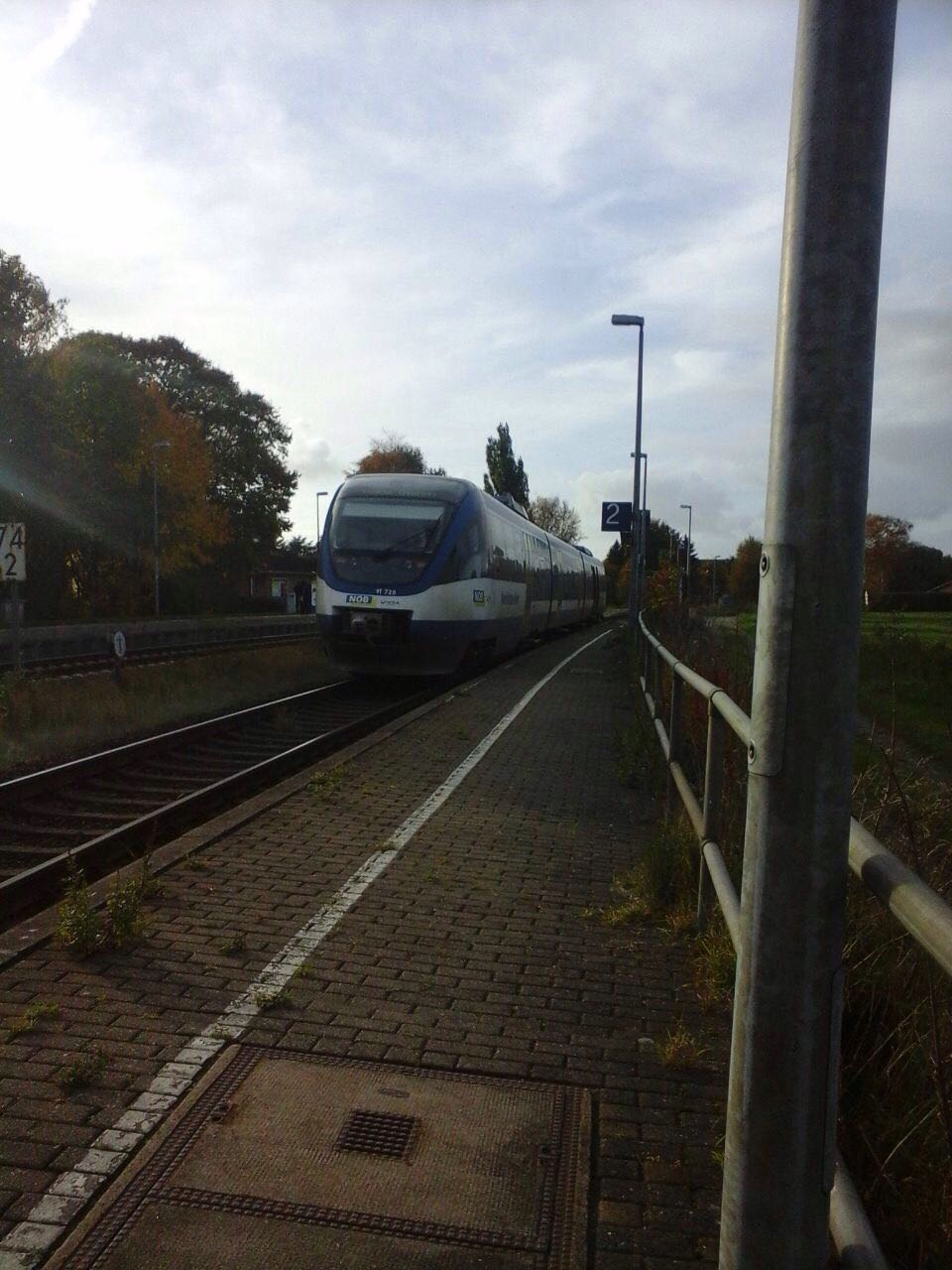
Dieseltriebwagen des Typs Talent auf Gleis 2

Wilster wird stündlich von Regionalbahnen der Linie RB62, die von Itzehoe nach Heide (Holst) verkehren, bedient. Auf der Linie kommen Dieseltriebwagen des Typs LINT 54 zum Einsatz. In den Morgen- und Abendstunden halten statt der Regionalbahnen einzelne Regional-Express-Züge der Linie RE6 von Hamburg-Altona nach Westerland (Sylt). Diese Züge werden mit Lokomotiven der Baureihe 245 und Married-Pair-Wagen gefahren. Von 2006 bis 2016 fuhr die Nord-Ostsee-Bahn die Regionalzüge auf der Marschbahn. Am 11. Dezember 2016 übernahm DB Regio den Betrieb. Täglich halten in Wilster circa 40 Personenzüge.
| Zuggattung | Streckenverlauf                                                                                     | Taktfrequenz  |
| ---------- | --------------------------------------------------------------------------------------------------- | ------------- |
| RE 6       | Hamburg-Altona – Elmshorn – Itzehoe – Wilster – Heide (Holst) – Husum – Niebüll – Westerland (Sylt) | einzelne Züge |
| RB 62      | Itzehoe – Wilster – Heide (Holst)                                                                   | Stundentakt   |

An der Bushaltestelle Wilster, Steindamm (Bahnhof) verkehren die Linien 6606 nach Itzehoe über Heiligenstedten und Brunsbüttel sowie die 6608 nach Wilster, Schulzentrum. Die Linien werden von Autokraft betrieben.